# Faílo de Crotona
Faílo de Crotona fue un vencedor olímpico y militar de la ciudad de Crotona en el periodo VI y siglo V a. C.

## Biografía

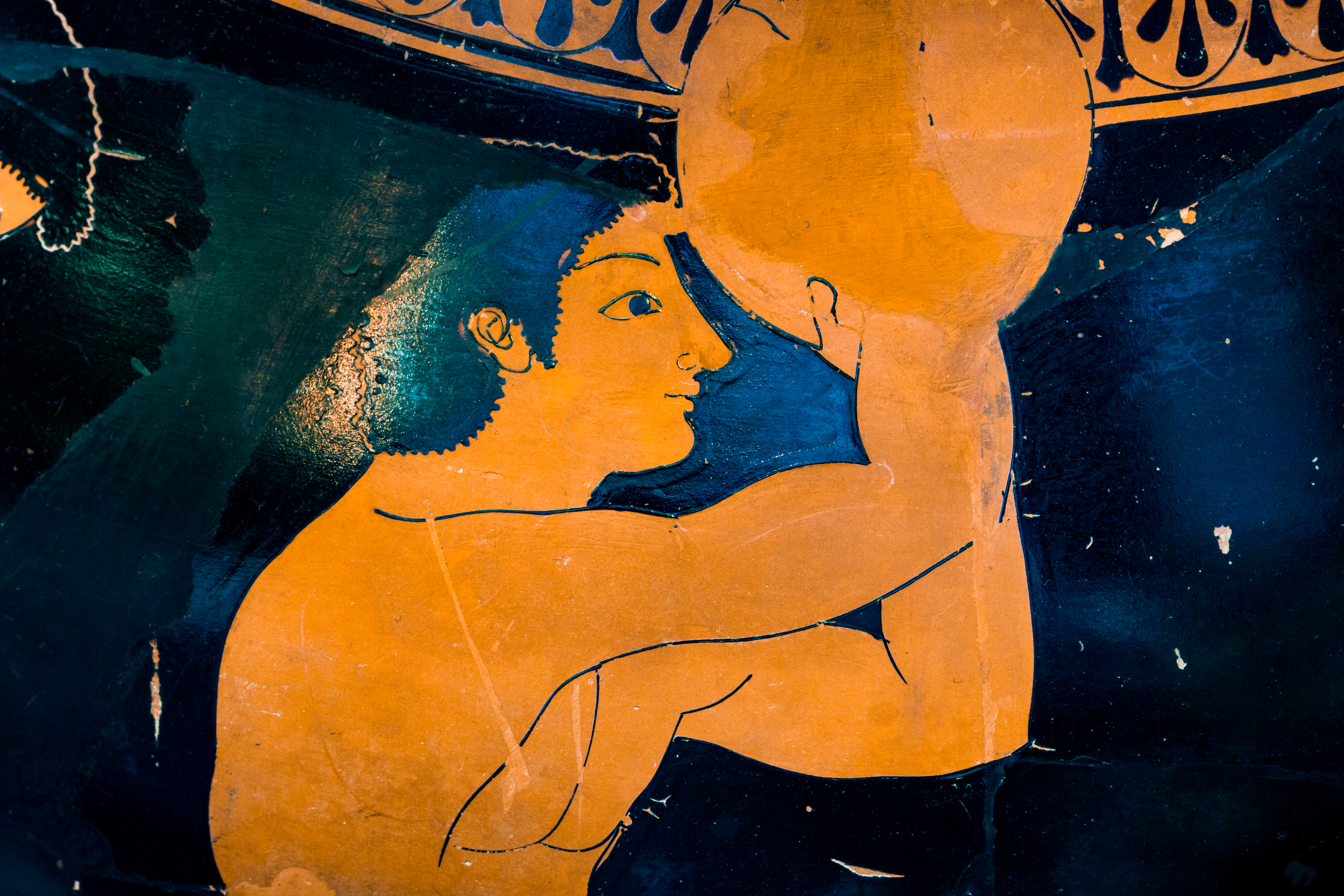
"Faílo" en el vaso del Staatliche Antikensammlungen de Múnich.

Ganó tres Juegos Píticos: dos pentatlones y un estadio.. Algunos  escoliastas en ciertos manuscritos de Aristófanes le atribuyen una victoria en el hoplitódromo en los Juegos Olímpicos, que Pausanias niega. Se dice que logró uno de los pocos récords antiguos medidos: un salto de longitud de 55 pies (pie).  La actuación fue acompañada de un lanzamiento de disco de 95 pies.
Participó en la Batalla de Salamina, donde según Heródoto, Crotona fue la única ciudad lejana que ayudó a los griegos enviando un trirreme, bajo mando de Faílo.

## Salto olímpico de longitud

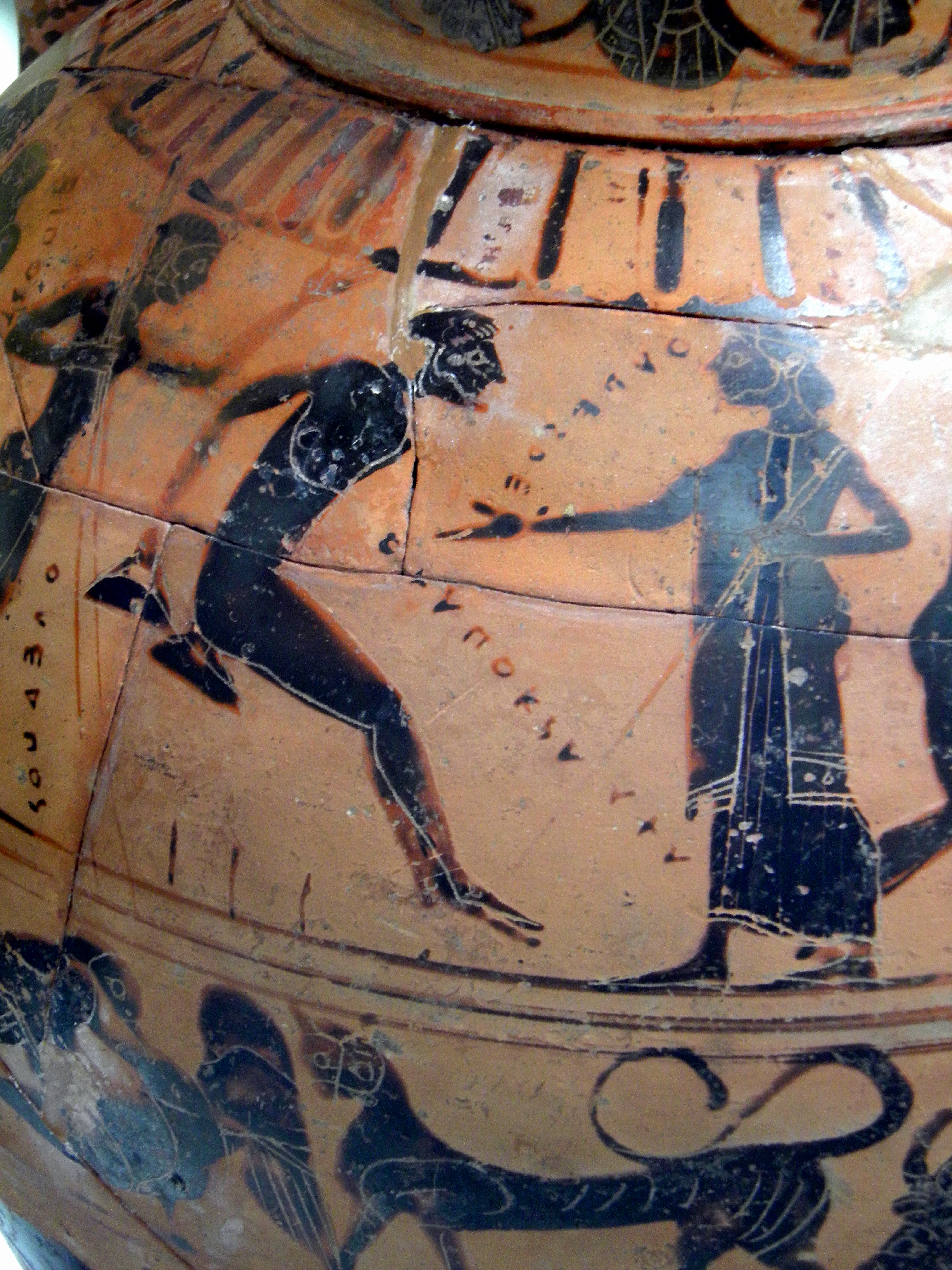
Vaso fechado en 540 a. C. que muestra un salto de longitud con mancuernas.

El récord de salto de longitud plantea dudas, ya que la ejecución es más parecida a un triple salto, y parece muy improbable, incluso con halteras. Procede de una inscripción de la Antología Palatina que lo celebra (probablemente muy posterior a los hechos), 
pero los autores que lo mencionan —Heródoto, Plutarco, Aristófanes y Pausanias —guardan silencio sobre este punto, sobre todo porque los epigramas e inscripciones, como los dedicados a Milón de Crotona, pueden incluir exageraciones, los exámenes indican que el epigrama intenta un juego de palabras y una oposición simétrica con su lanzamiento de disco, mucho menos impresionante. Además, parece haber fuentes contradictorias, desde las inscripciones en las estatuas que lo celebran y desde escoliastas de Quinto Aurelio Símaco y Seleuco con una dudosa tradición manuscrita o a una confusión gramatical, que niega que los antiguos juegos griegos practicaran un triple salto.

## Cultura y honores
Aristófanes menciona a Faílo  como ejemplo de la rapidez de antaño en sus obras.
Alejandro Magno envió parte del botín de la Batalla de Gaugamela a Crotona en honor de Faílo.
Una inscripción en la base de una estatua de Faílo en la Acrópolis de Atenas reza: «Faílo era admirado por todos. Porque fue tres veces vencedor en los juegos de Delfos, y capturó naves que Asia envió».
Es uno de los pocos atletas antiguos de los que tenemos una representación visual, ya que lo encontramos representado en algunos vasos antiguos, el más famoso de los cuales es un ánfora de figuras rojas del Pintor Eutímides, actualmente en las Staatliche Antikensammlungen de Múnich.